# برندی کارلایل
برندی کارلیل (به انگلیسی: Brandi Carlile) (متولد ۱۹۸۱)، خواننده-ترانه‌سرا آمریکایی سبک کانتری است.